# Fearon Fallows
Fearon Fallows   (Cockermouth, 4 de juliol de 1788 - Simon's Town, 25 de juliol de 1831) va ser un astrònom anglès.

## Vida i obra
Fallows va néixer al comtat de Cumberland, fill d'un teixidor que tenia la suficient educació per a ser administratiu de la parròquia de Bridekirk i que el va encoratjar per l'estudi de l'aritmètica i la geometria. Gràcies a un esforç col·lectiu va poder estudiar en una escola privada a Brigham i, tot i haver de treballar als telers, va obtenir un bon nivell de matemàtiques, i el vicari de Bridekirk el va convèncer per continuar els estudis.
El 1809 va ingressar al Saint John's College de la universitat de Cambridge on es va graduar el 1813 com tercer wrangler, només per darrere dels seus companys John Herschel i George Peacock. Els anys següents va ser professor al Corpus Christi College i a d'altres escoles al voltant de Londres, fins que el 1815 va ser admès com a fellow al Saint John's College.

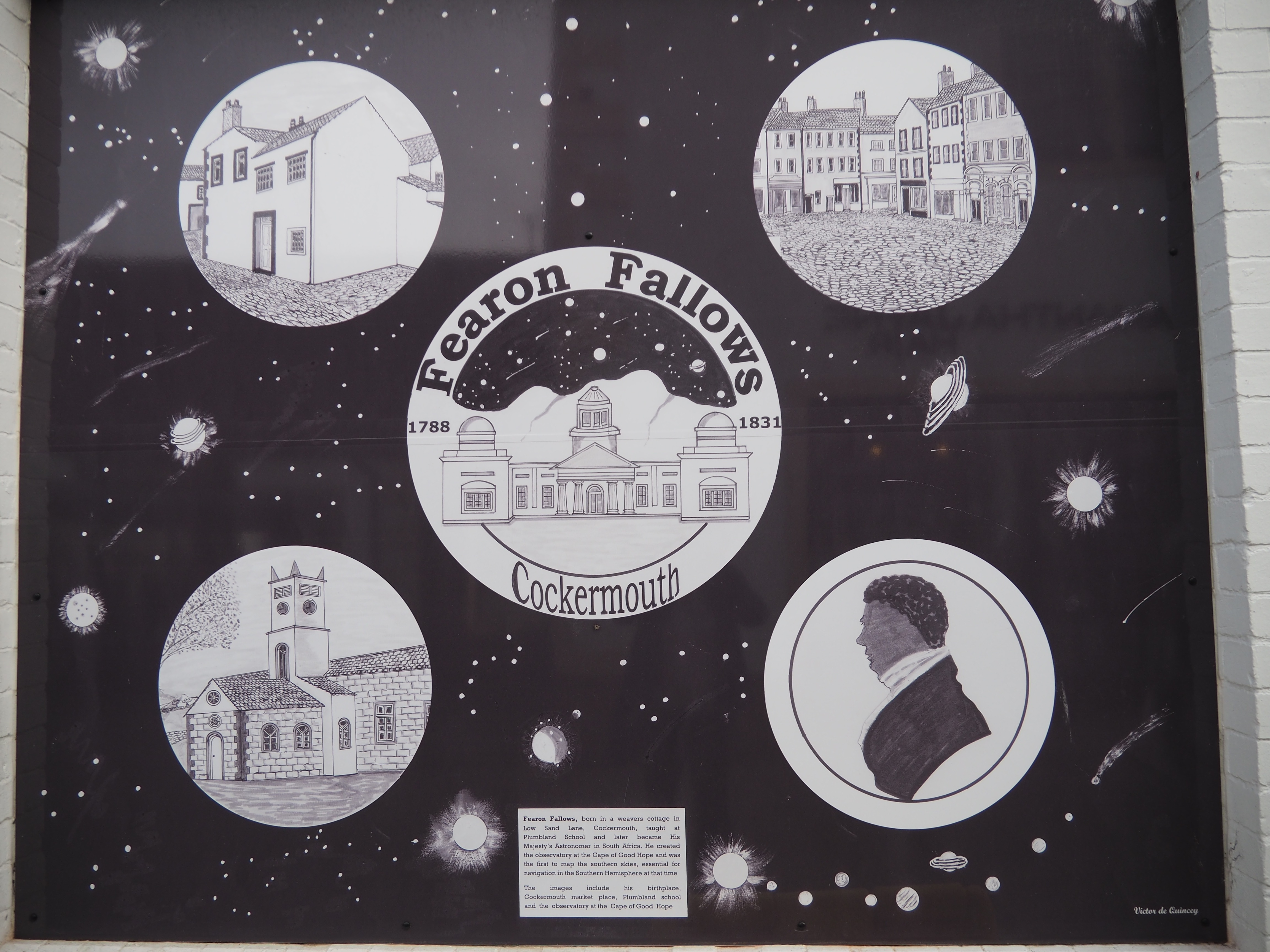
Mural commemoratiu a ka seva localitat de naixement.

El 1820, el govern britànic va estimar convenient crear un observatori astronòmic al Cap de Bona Esperança i Fallows va ser nomenat astrònom al càrrec d'aquest projecte. El 1821 es va embarcar cap a Ciutat del Cap per assumir els seus deures com director i constructor del nou observatori. Com que l'assignació econòmica no era gaire generosa, el 1825 va comprar alguns esclaus per a les tasques domèstiques.
L'observatori no ve estar completament finalitzat fins al 1828, motiu pel qual Fallows només va poder fer observacions astronòmiques els anys 1829 i 1830, ja que aquest any es va posar malalt; tot i així va descobrir una bona col·lecció d'wstrelles dobles de l'hemisferi sud.
Buscant recuperar-se de l'escarlatina que havia contret, es va traslladar a Simon's Town (al sud de Ciutat del Cap), però es va re-infectar i va morir el 1831 en aquesta ciutat. Va ser substituït per Thomas Henderson qui només va ocupar el càrrec durant un any perquè la seva salut no suportava les inclemències del temps de Ciutat del Cap.
A part de les seves descobertes d'estrelles dobles, se li deu a Fallows la invenció de la primera llum de senyals sota control astronòmic plenament operativa (1823), que va ser molt útil per als fars i, conseqüentment, per a la navegació marítima.